# راریتان (نیوجرسی)
راریتان (به انگلیسی: Raritan Township) شهری در ایالت نیوجرسی کشور ایالات متحده آمریکا است که جمعیت آن در سرشماری سال ۲۰۱۰ میلادی، ۲۲٬۱۸۵ نفر بوده‌است.